# Пархім
Пархім (нім. Parchim) — місто в Німеччині, розташоване в землі Мекленбург-Передня Померанія. Адміністративний центр району Людвігслуст-Пархім.
Площа — 124,49 км2. Населення становить 17 622 ос. (станом на 31 грудня 2020).